# Лолита (филм из 1997)
Лолита (енгл. Lolita) америчко-француски је филм из 1997. године у режији Ејдријана Лајна и на основу сценарија Стивена Шнифа. Представља другу филмску адаптацију истоименог романа Владимира Набокова. Главне улоге Хамберта Хамберта и Долорес „Лолиту” Хејз тумаче Џереми Ајронс и Доминик Свејн, док споредне улоге Шарлоте Хејз и Клер Квилтија играју Мелани Грифит и Френк Ланџера. Заплет филма започиње када Хамберт, средовечни професор француског језика, одлучује да изнајми собу у кући удовице Шарлот Хејз јер га сексуално привлачи њена тринаестогодишња ћерка Долорес, коју сви зову Ло или Лолита.
Лајнова филмска адаптација је веродостојна мрачним тоновима романа, посебно у односу на прву филмску верзију из 1962. у режији Стенлија Кјубрика где су сексуални наговештаји имали комичну сврху.
Филм је имао потешкоћа с проналаском америчког дистрибутера стога је премију имао у Европи, па је тек онда био приказан у Америци. Права на приказивање у Сједињеним Америчким Државама преузео је Шоутајм, кабловска мрежа, да би коначно Семјуел Голдвин Компани омогућила биоскопску дистрибуцију. Иако су поједини филмски критичари хвалили веродостојност књижевном предлошку а публика била импресионирана глумом Ајронса и Свејнове, филм је у Сједињеним Америчким Државама наишао на подељен пријем међу филмским критичарима. Лолита је изазвала контроверзу у Аустралији, где је своју биоскопску премијеру имала тек априла 1999. године.

## Радња
У раној младости, Хамберт се безнадежно и трагично заљубио у девојчицу својих година, и како је одрастао у одраслој доби, никад није изгубио опседнутост „нимфетама”, тинејџерима који се шетају фином линијом између девојке и жене. Док тражи место за живот након што се запослио као наставник, упознаје Шарлот Хејз, претенциозну и неугодну жену која изгледа очајно усамљено и коју очигледно привлачи Хамберт. Хамберт јој посвећује мало пажње, све док не упозна њену тринаестогодишњу кћерку Лолиту, слику девојчице коју је Хамберт некада волео. Хамберт се усељава у дом Хејзових као подстанар и на крају се жени Шарлот како би био ближе Лолити. Када Шарлот сазна за привлачност Хамберта својој кћерки, она бесно напушта кућу, само да би била убијена у саобраћајној несрећи. Не откривајући Лолити детаље о мајчиној судбини, Хамберт је одводи на путовање аутопутевима, где њихова веза почиње да се креће даље од...